# Pazardsjik
Pazardsjik (bulgarsk: Пазарджик) er en by i det centrale Bulgarien med et indbyggertal på 73.931 (2024). Byen er hovedstad i Pazardsjik-provinsen og ligger ved bredden af Marits-floden.